# Светий Антон-на-Похорю
Светий Антон-на-Похорю (словен. Sveti Anton na Pohorju) — поселення в общині Радлє-об-Драві, Регіон Корошка, Словенія. Висота над рівнем моря: 646,2 м.